# خوسيه هومبيرتو كوينتيرو بارا
خوسيه هومبيرتو كوينتيرو بارا (بالإسبانية: José Humberto Quintero) هو كاهن كاثوليكي فنزويلي، ولد في 22 سبتمبر 1902 في ولاية ماردة في فنزويلا، وتوفي في 8 يوليو 1984 في كاراكاس في فنزويلا.